# Position (Magazin)
Die Position ist das alle zwei Monate erscheinende Magazin der Sozialistischen Deutschen Arbeiterjugend (SDAJ). Es fungiert als Theorie- und Diskussionsorgan der Organisation, enthält aber auch Aktionsberichte von SDAJ-Gruppen sowie Buch- und CD-Rezensionen. Die Beiträge sind zumeist von SDAJ-Mitgliedern verfasst, es kommen aber auch externe Autoren zu Wort. Der Einzelpreis der ausschließlich in Deutschland erscheinenden Politmagazins beträgt 1,70 €.

## Ursprünge
Das Magazin ist de facto der Nachfolger der Zeitschrift elan, die nach dem Ende der Finanzierung durch die SED eingestellt wurde.

## Stil
Stilistisch ist die Position oft polemisch, sie enthält jedoch auch marxistische Analysen und Berichte. Grafisch und textlich richtet sich die Zeitschrift klar an Jugendliche.